# Basavanapura, Arsikere
Basavanapura là một làng thuộc tehsil Arsikere, huyện Hassan, bang Karnataka, Ấn Độ.